# Triaenodes flavescens
Triaenodes flavescens là một loài Trichoptera trong họ Leptoceridae. Chúng phân bố ở miền Tân bắc.